# Heinrich Tunnat
Heinrich „Heinz“ Karl Tunnat (* 2. Januar 1913 in Trier; † 8. Februar 1999 in Offenbach) war ein deutscher SS-Untersturmführer des  Einsatzkommandos 9 der Einsatzgruppe B.
Unter Alfred Filbert war er an der Ermordung von rund 40.000 Juden in Litauen, Weißrussland und der Sowjetunion, sowie als SS-Hauptsturmführer unter Herbert Kappler an der Durchführung des Massakers in den Ardeatinischen Höhlen im März 1944 in Rom beteiligt und mitverantwortlich. Im Jahr 1961 wurde er für einige der durch ihn begangenen Massenexekutionen (11.000 gerichtlich nachgewiesene) in Berlin zu vier Jahren Haft verurteilt, er konnte sich aber seiner juristischen wie moralischen Verantwortung unter anderem für das Massaker in Rom bis zu seinem Tod entziehen.

## Leben
Heinrich Tunnat wurde als Sohn des preußischen Reichsbahnbeamten (Ober-Lokomotivführer) Fritz Karl Tunnat und der Anna Margarethe Tunnat, geborene Metzger, in Trier geboren. Sein Vater war zuvor nach zehn Dienstjahren aus dem Militärdienst als Garde-Kürassier-Sergeant in Berlin ausgeschieden, und zur Reichsbahn gewechselt. Sein Großvater Johann Heinrich Tunnat war Oberlehrer, sein Großvater mütterlicherseits Karl Metzger ebenfalls Reichsbahnbeamter.
Gemeinsam mit Heinrich Tunnat kam seine Zwillingsschwester Dorothea Tunnat zur Welt. Diese übernahm nach 1945 – moralisch stellvertretend die Schuld ihres Zwillingsbruders, die dieser während des Holocaust mit seinen Massenexekutionen an Juden auf sich geladen hatte. Dorothea wirkte als Diakonisse über 40 Jahre lang, bis zu ihrem Tod, u. a. bei der Bahnhofsmission. Sie kümmerte sich bevorzugt um Obdachlose, Alkoholiker und Randgruppen wie Sinti und Roma.

## Vom Polizisten zum SS-Hauptsturmführer
Tunnat wurde nach dem Ende seiner Schulzeit Polizeibeamter im Regierungsbezirk Hannover. Sein Vater war nach Göttingen versetzt worden. Tunnat begeisterte sich früh für Adolf Hitler und die NSDAP, während sein Vater und ein älterer Bruder dem Nationalsozialismus ablehnend gegenüber standen. Nach der Machtergreifung der Nazis 1933, machte er schnell Karriere innerhalb des vom NS-Regime infiltrierten Polizeiapparats. Erst stieg er in der Polizei-Direktion Hannover, später zum  Polizeikommissar in Berlin-Mitte auf. Ab 1935 gehörte er der SS an (SS-Nummer 294.055). 1936 wechselte er von der Berliner Kriminalpolizei zur Gestapo, und damit in den Dunstkreis um Heinrich Himmler. Zum 1. Mai 1937 trat er der NSDAP (Mitgliedsnummer 5.219.699) bei.
Im Frühjahr 1941 wurde er aus dem Gestapo-Dienst zu Bruno Streckenbach abkommandiert. Von diesem der Einsatzgruppe B zugeteilt, kam Heinrich Tunnat ab Mai 1941 im Einsatzkommando 9, unter Führung von SS-Obersturmführer Alfred Filbert, zum Einsatz. Als SS-Untersturmführer führte Tunnat selbständig einen Zug an, der, wie sein Gerichtsverfahren vor dem Berliner Schwurgericht 1961 nachwies, in Grodno, Lida, Molodeczno, Newel, Surasch, Wilejka, Wilna und Witebsk, an der Erschießung von mindestens 11.000 Menschen, überwiegend jüdische Frauen, Kinder und Männer, aktiv und direkt mitwirkte. Für diese grausamen, gerichtlich nachgewiesenen Taten, wurde Heinrich Tunnat im Juni 1961 als erwiesener Massenmörder zu vier Jahren Zuchthaushaft verurteilt.
Ende 1942 wurde Tunnat von der Ostfront nach Berlin zurück beordert. Beim Disziplinarverfahren gegen Alfred Filbert wurde er als Zeuge befragt. Zeitgleich mit Herbert Kappler wurde Tunnat, der inzwischen auf den Spitznamen Heinz hörte, im September 1943 der Sicherheitspolizei Rom zugeteilt. Hier war er anfangs mit der Planung der Deportation von rund 10.000 italienischer Juden in die Vernichtungslager in Osteuropa befasst. Auch bei der Festnahme von rund 1.200 Juden in Rom, am 16. Oktober 1943, sowie deren anschließender Deportation ins KZ Auschwitz-Birkenau, wirkte Tunnat federführend mit.
Das Attentat in der Via Rasella vom 23. März 1944, als eine von Mitgliedern der Resistenza gezündete Bombe 33 deutsche Soldaten des Polizeiregiments Bozen tötete und 67 verletzte, führte tags darauf zum Massaker in den Ardeatinischen Höhlen. Für jeden getöteten Deutschen sollten zehn unschuldige Italiener erschossen werden. Kappler forderte den italienischen Gefängnisdirektor Caruso ultimativ auf, ihm binnen 24 Stunden eine Liste mit „geeigneten“ Todeskandidaten auszuhändigen.
Tunnat war von Kappler persönlich mit der Abholung der Todeskandidaten aus den Gefängnissen Roms beauftragt. Die Gefangenen wurden unter Tunnats Kommando mit Lastwagen zu den Sandsteinhöhlen am Rande Roms, an der Via Appia, gebracht. In Gruppen von je fünf wurden die Todeskandidaten in die Höhle gezerrt, wo auf Kapplers Befehl seine Offiziere persönlich, neben Heinrich Tunnat auch Carl-Theodor Schütz, Erich Priebke, sowie die SS-Untersturmführer Ruepp, Brandt und Reinhardt, die Gefangenen per Genickschuss hinrichten mussten, um ihre Treue gegenüber SS und dem Führer unter Beweis zu stellen. Nur Hauptsturmführer Wetjen weigerte sich zunächst, persönliche Exekutionen vorzunehmen, konnte schließlich durch Tunnat und weitere „Kameraden“ zur Teilnahme am gemeinsamen Massenmord überredet werden.
Vor den anrückenden Alliierten brachte sich Tunnat nach Süddeutschland in Sicherheit. Von München aus setzte er sich im April 1945 nach Göttingen ab, wo er Unterschlupf bei seiner Familie fand.

## Leben nach 1945
Nach Kriegsende 1945 gelang es Tunnat erfolgreich, seine mörderische Vergangenheit zu verbergen und zurück in die Rolle eines Biedermanns zu schlüpfen. Er zog in die Britische Besatzungszone, wurde entnazifiziert und begann 1947 in Oldenburg eine zweite, bürgerliche Karriere. Schnell stieg er zum stellvertretenden Leiter der Handwerkskammer Oldenburg auf, bevor ihn jüdische Fahnder um Simon Wiesenthal 1959 aufspürten. Wenige Monate nach seiner Enttarnung wurde Tunnat verhaftet und kam in Hannover in Untersuchungshaft, bevor er für den Prozess nach West-Berlin überstellt wurde.
Im Prozess wurden nur die osteuropäischen Massenmorde verhandelt. Bei den Zeugenvernehmungen kamen zwei merkwürdige Aktionen Tunnats zur Sprache, so, als er neben jüdischen Männern erstmals jüdische Kinder und Frauen erschießen sollte, den Befehl verweigerte. Erst als ihm statt der blutjungen Rekruten, denen er die grauenhaften Erschießungen aus Sorge um ihre unschuldigen Seelen nicht zumuten wollte, ältere, abgehärtete SS-Leute gestellt wurden, setzte er den Erschießungsbefehl um. Der Vorgang zog keine disziplinarische Maßnahme nach sich.
Eine weitere Auffälligkeit war die merkwürdige Aktion seines Zuges von Vilnius aus nach Trakai. Hier fanden die SS-Schergen unter Tunnat Karäer vor, turkmenische Juden. Statt diese jüdische Minderheit, damals rund 350 Personen, wie befohlen ins Ghetto Vilnius zu verbringen, setzte er sich über den Kopf seines Vorgesetzten direkt mit Berlin in Verbindung, um abzuklären, wie er mit diesen Karäern verfahren solle. Da Berlin nicht schnell genug antwortete, brach er auf eigene Verantwortung die Aktion ab (erneute Befehlsverweigerung) und zog mit seinem Zug unverrichteter Dinge nach Vilnius zurück. Er ließ die Karäer in Trakai zurück, was diesen das Leben rettete.
Erst am 13. Juni 1943 traf Georg Leibbrandt, als Leiter der Politischen Abteilung Alfred Rosenbergs, eine endgültige, rechtsverbindliche Entscheidung, nach der Karäer keine Juden im Sinne der Religionsgesetze des NS-Regimes wären. Diese Entscheidung erst sicherte ihnen als Minderheit in den besetzten sowjetischen und osteuropäischen Gebieten das Überleben.
Nach Verbüßung seiner Haftstrafe Mitte der 1960er Jahre kehrte Tunnat nicht nach Oldenburg zurück, sondern zog nach Offenbach, wo er sein bürgerliches Leben wieder aufnahm. In Offenbach heiratete er erneut und gründete eine zweite Familie.
Anders als Erich Priebke wurde Tunnat vor seinem Tod nicht mehr für seine Beteiligung am Massaker in den Ardeatinischen Höhlen Roms sowie seine weiteren Straftaten in Italien zur Rechenschaft gezogen. Letztlich rettete ihn die Tatsache, dass die italienischen Behörden ihn mit Heinz Tunnat, einem bayerischen SS-Obersturmführer verwechselten, mit dem Heinrich Tunnat jedoch weder identisch, noch verwandt oder verschwägert war. Somit blieb der ominöse „Heinz“ Heinrich Tunnat nach 1945 unauffindbar. Heinrich Tunnat starb 1999 in Offenbach und wurde dort anonym beigesetzt.

## Archive
- Bundesarchiv – Unterlagen Reichssippenamt, Berlin
- Bundesarchiv – Waffen-SS, Freiburg
- Staatsarchiv – Ostpreußen, Leipzig
- Litauisches historisches Staatsarchiv, Vilnius
- Litauisches Zentrales Staatsarchiv, Vilnius
- Archiv der Kirche Jesu Christi der Heiligen der Letzten Tage, Salt Lake City
- The United States Holocaust Memorial Museum, Washington